# Stanisław Ostroróg (1519–1568)
Stanisław Ostroróg herbu Nałęcz (ur. 1519, zm. 27 lutego 1568) – kasztelan międzyrzecki w 1552 roku, starosta chełmski w latach 1565–1568, starosta zamechski w 1552 roku, starosta kościański w 1548 roku, sekretarz królewski w 1548 roku, działacz reformacyjny, luteranin.

## Życiorys
Był synem Wacława – kasztelana kaliskiego i Urszuli z Kutna.
Po śmierci ojca pozostawał pod opieką krewnych: Jerzego, Stanisława i Marcina Ostrorogów Lwowskich. Nie wiadomo gdzie Stanisław pobierał naukę. Teodor Wotschke podał informacje o studiach w Lipsku w latach 1542–1543, zaś Andrzej Wolan podał informacje o nauce w Wilnie. Jednakże obie informacje są błędne, gdyż w rzeczywistości nie odnoszą się do Stanisława Ostroroga, zaś do Stanisława Ostroroga Lwowskiego.
W 1548 był sekretarzem królewskim i posłował do cesarza, odwożąc mu insygnia Złotego Runa po zmarłym Zygmuncie I, za co dostał starostwo kościańskie. W 1552 otrzymał kasztelanię międzyrzecką i starostwo zamechskie w ziemi przemyskiej.
Nawiązał bliskie stosunki z księciem Albrechtem, który w 1554 zabiegał dla niego o starostwo malborskie.
Już w 1555 utrzymywał luterańskiego duchownego w Grodzisku, w tym samym roku uczestniczył w pierwszym różnowierczym synodzie w Poznaniu. W maju 1556 protestował wobec starosty generalnego przeciw królewskim mandatom antyreformacyjnym. Mimo zabiegów Jana Łaskiego nie zdecydował się na połączenie z różnowiercami małopolskimi i we wrześniu 1558 organizował synod w Poznaniu, na którym postanowiono pozostać przy wyznaniu augsburskim. W maju 1559 w Królewcu naradzał się z księciem Albrechtem nad projektem zwołania wspólnego synodu luteranów polskich i pruskich.
W sprawach politycznych był stronnikiem Hohenzollernów. Jego poparcia szukał elektor brandenburski, zabiegając w 1558 o następstwo tronu polskiego dla swojego syna Zygmunta. W 1565 dostał od króla starostwo chełmskie za to, że pożyczył królowi na wojnę inflancką 22 tys. zł. Był właścicielem Grodziska, z którego zrobił niekoronowaną stolicę wielkopolskiego luteranizmu, połowy Międzychodu, od 1556 posiadał Chocz i ponad 20 wsi w Wielkopolsce; Kryłów i kilka wsi w ziemi chełmskiej. Zmarł w marcu 1568 roku.
Z małżeństwa zawartego w 1544 roku z Zofią Tęczyńską, miał synów Jana – wojewodę poznańskiego i Mikołaja – kasztelana bełskiego.